# Powiat suwalski

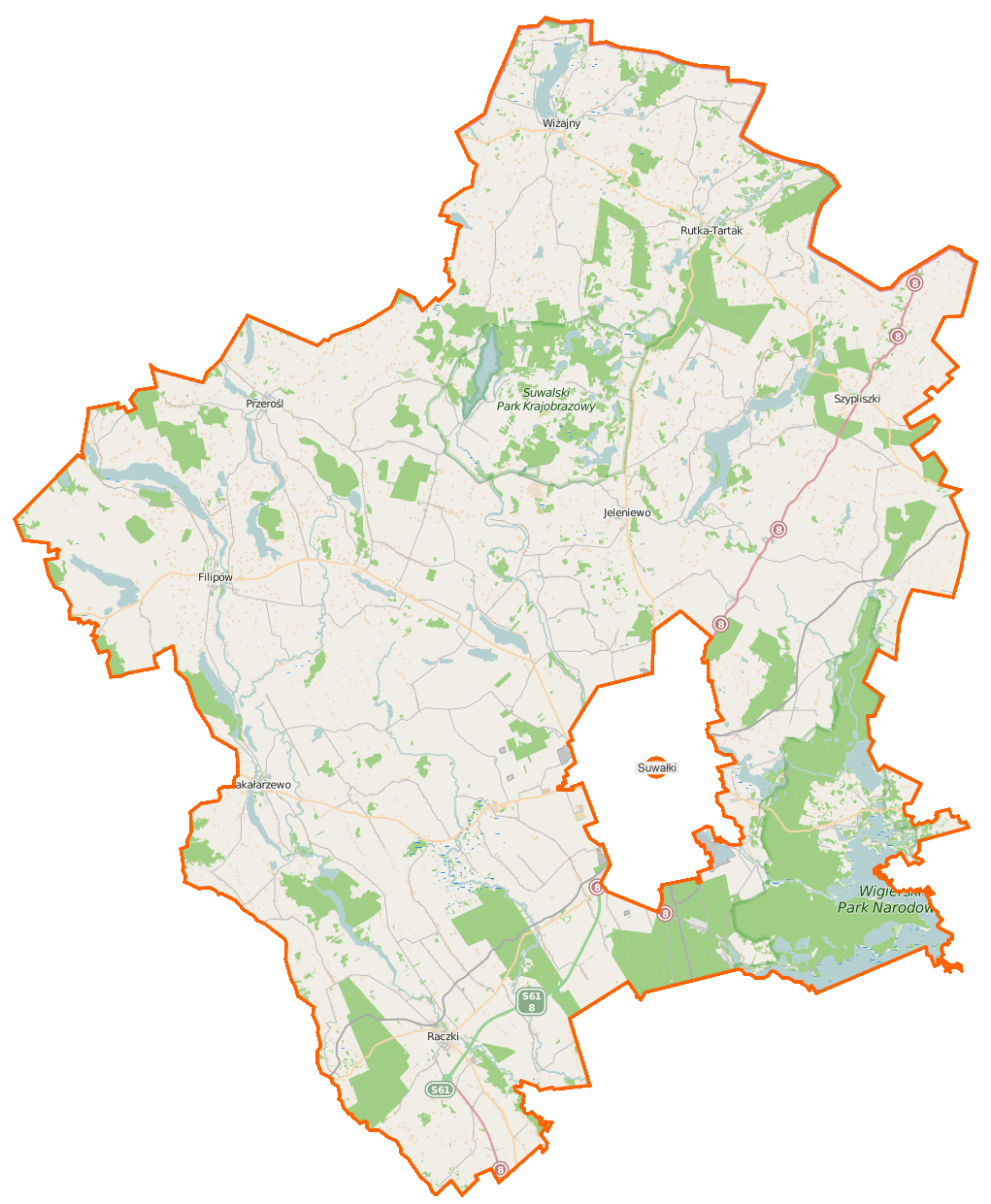
Mapa powiatu

Powiat suwalski – powiat w północno-wschodniej Polsce (województwo podlaskie), utworzony w 1999 roku w ramach reformy administracyjnej. Jego siedzibą jest miasto Suwałki, które nie wchodzi w jego skład, gdyż jest miastem na prawach powiatu. Jest to jedyny powiat w Polsce nieposiadający miast. W czasach II Rzeczypospolitej powiat o tej samej nazwie, ale o innych granicach, wchodził w skład województwa białostockiego.
W skład powiatu wchodzą:
- gminy wiejskie: Bakałarzewo, Filipów, Jeleniewo, Przerośl, Raczki, Rutka-Tartak, Suwałki, Szypliszki, Wiżajny.
- Według danych z 31 grudnia 2019 roku[3] powiat zamieszkiwały 35 674 osoby. Natomiast według danych z 30 czerwca 2020 roku powiat zamieszkiwało 35 606 osób[4].

## Demografia

### W składzie II Rzeczypospolitej
Według spisu powszechnego z 1921 roku, powiat w ówczesnych granicach zamieszkiwało 70412 osób, w tym 60754 (86,3%) Polaków, 5400 (7,7%) Żydów, 2570 (3,6%) Litwinów, 1013 (1,4%) Niemców, 641 (0,9%) Rosjan, 24 Białorusinów, 4 Rusinów, 1 Belg, 1 Francuz, 1 Grek, 1 Łotysz.

### Współcześnie

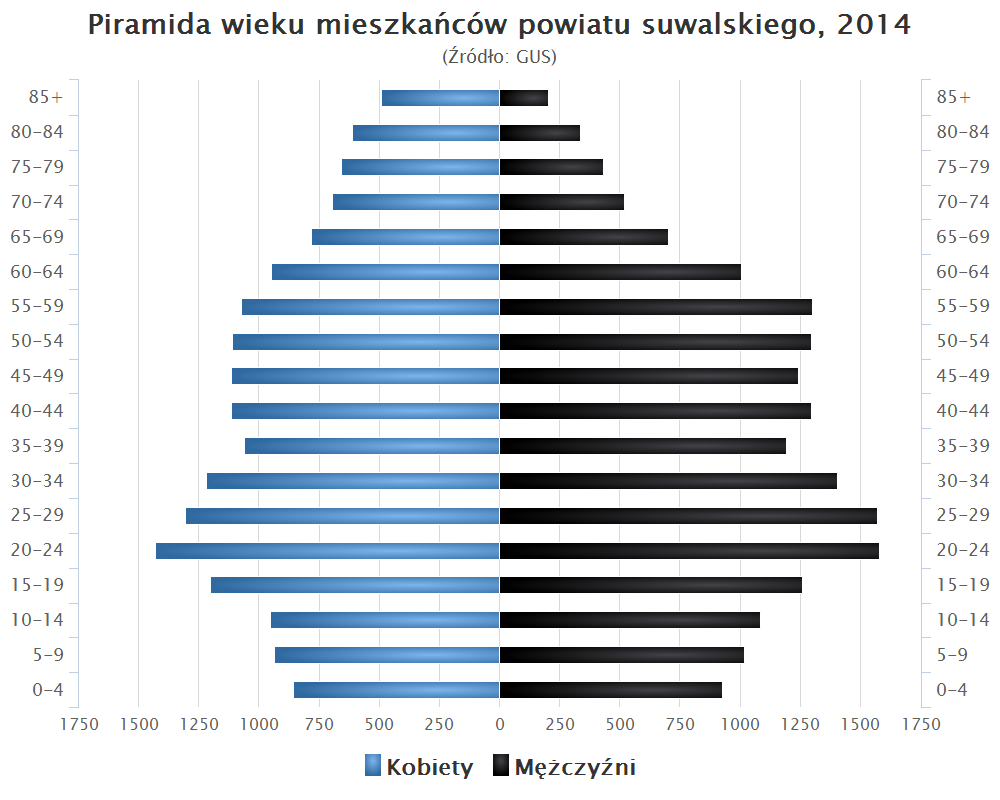
Piramida wieku mieszkańców powiatu suwalskiego w 2014 roku

Liczba ludności (dane z 30 czerwca 2012):
|        | Ogółem | Ogółem | Kobiety | Kobiety | Mężczyźni | Mężczyźni |
| osób   | %      | osób   | %       | osób    | %         |           |
| ------ | ------ | ------ | ------- | ------- | --------- | --------- |
| Ogółem | 36 120 | 100    | 17 671  | 48,92   | 18 449    | 51,08     |
| Miasto | 0      | 0      | 0       | 0       | 0         | 0         |
| Wieś   | 36 120 | 100    | 17 671  | 48,92   | 18 449    | 51,08     |

▶Wieś vs ▶miasto
Ogółem (▶k, ▶m)
Wieś (▶k, ▶m)

## Stopa bezrobocia
We wrześniu 2019 liczba zarejestrowanych bezrobotnych wynosiła 500 osób, a stopa bezrobocia 3,8%

## Religia
Według spisu powszechnego z 1921 roku, 54710 (77,7%) mieszkańców powiatu w ówczesnych granicach wyznawało rzymski katolicyzm, 7244 (10,3%) judaizm, 5822 (8,3%) protestantyzm, 1969 (2,8%) było staroobrzędowcami, 427 (0,6%) wyznawało prawosławie, 226 (0,3%) mariawityzm, 12 greko-katolicyzm. 2 osoby zadeklarowały brak wyznania.

## Sąsiednie powiaty
- Suwałki (miasto na prawach powiatu)
- powiat sejneński
- powiat augustowski
- powiat ełcki (warmińsko-mazurskie)
- powiat olecki (warmińsko-mazurskie)
- powiat gołdapski (warmińsko-mazurskie)

Powiat graniczy też z Litwą (rejon kalwaryjski i rejon wyłkowyski), a w jednym punkcie – z Rosją (rejon niestierowski).